# Kerly Pinilla
Karina Aracellys Pinilla Corro (Chitré, Panamá, 3 de junio de 1985) es una modelo y reina de belleza panameña, ganadora de la segunda edición del Miss Supranacional 2010 en Płock, Polonia.

## Trayectoria

### Realmente Belleza Señorita Panamá 2008
El 26 de mayo de 2008 en ciudad de panamá ella asistió en Realmente Bella Señorita Panamá 2008 se ubicó como primera finalista, la ganadora fue Carolina Dementiev.

### Miss Continentes Unidos 2008
Pinilla empezó como reina belleza, en Miss Continentes Unidos Panamá 2008, donde al final fue la ganadora y tuvo el derecho de representar a su país. El 6 de septiembre de 2008 en Guayaquil, Ecuador no logró ubicarse en el top 6.

### Miss Atlántico Internacional 2009
Karina logró representar a su patria por segunda en la edición número 15 del certamen el 24 de enero de 2009 en Punta del Este, Uruguay, ubicándose en tercer puesto (segunda finalista).

### Miss Supranacional 2010
El 28 de agosto de 2010 en Płock, Polonia como Miss Supranacional Panamá logró hacer un excelente trabajo ubicándose en el top 20, para luego ser coronada como la segunda ganadora del certamen, sucediendo el puesto de Oksana Moria de Ucrania.

## Después del Miss Supranacional
Dio el titulo a su sucesora Monika Lewczuk de Polonia. Luego modelo para la revista Mia y fue jurado. Estuvo presente en el Miss Supranacional 2015.